# Vika
Vika est une localité de Suède dans la commune de Falun située dans le comté de Dalécarlie.
Sa population était de 569 habitants en 2019.